# Prosena conica
Prosena conica är en tvåvingeart som beskrevs av Guérin-Méneville 1831. Prosena conica ingår i släktet Prosena och familjen parasitflugor. Inga underarter finns listade i Catalogue of Life.